# Bartłomiej Pawełczak
Bartłomiej Pawełczak (ur. 7 czerwca 1982 w Więcborku) – polski wioślarz, zawodnik (obecnie trener) LOTTO-Bydgostia Bydgoszcz. Swoje umiejętności doskonalił pod okiem trenera Mariana Drażdżewskiego.
Na igrzyskach olimpijskich w Pekinie zdobył wraz z Miłoszem Bernatajtysem, Pawłem Rańdą i Łukaszem Pawłowskim srebrny medal w konkurencji czwórek bez sternika wagi lekkiej.
Został odznaczony Złotym Krzyżem Zasługi (2008).

## Osiągnięcia
- Mistrzostwa Europy – Montemor-o-Velho 2010 – dwójka podwójna wagi lekkiej – 13. miejsce[2].

### Igrzyska olimpijskie
- Pekin 2008
  - 2. miejsce (srebrny medal) – czwórka bez sternika wagi lekkiej

### Mistrzostwa świata
- 6. miejsce – czwórka bez sternika wagi lekkiej (2005)
- 8. miejsce – czwórka bez sternika wagi lekkiej (2006, 2007)

### Puchar Świata
- 3. miejsce – czwórka bez sternika wagi lekkiej (Lucerna 2005)
- 5. miejsce – czwórka bez sternika wagi lekkiej (Eton 2005)
- 6. miejsce – czwórka bez sternika wagi lekkiej (Amsterdam 2007)
- 8. miejsce – czwórka bez sternika wagi lekkiej (Monachium 2005)
- 9. miejsce – czwórka bez sternika wagi lekkiej (Poznań 2006, Linz 2007)
- 11. miejsce – czwórka bez sternika wagi lekkiej (Lucerna 2006)

### Młodzieżowe mistrzostwa świata
- 1. miejsce – czwórka bez sternika wagi lekkiej (2004)
- 3. miejsce – dwójka podwójna wagi lekkiej (2003)

### Mistrzostwa Polski
- 1. miejsce – jedynka wagi lekkiej (2004)
- 1. miejsce – dwójka bez sternika wagi lekkiej (2007)
- 2. miejsce – dwójka podwójna wagi lekkiej (2004)
- 2. miejsce – czwórka bez sternika wagi lekkiej (2005)
- 3. miejsce – dwójka podwójna wagi lekkiej (2003)